# Палец инженера
«Палец инженера» (англ. The Adventure of the Engineer’s Thumb) — произведение из серии «Приключения Шерлока Холмса» Артура Конана Дойля. Впервые опубликовано Strand Magazine в марте 1892 года. Этот рассказ впервые переведён на русский язык в 1903 году Г. А. Чарским.

## Сюжет
В рассказе Доктор Ватсон отмечает, что это один из двух случаев, о которых он лично рассказал Шерлоку Холмсу.
Действие рассказа происходит в 1889 году, к Ватсону обращается за медицинской помощью попавший в удивительную историю молодой консультант из Лондона, инженер-гидравлик, господин Виктор Хадерли. Контору Хадерли посетил человек, назвавшийся полковником Лисандром Старком. Он предложил Хадерли дело в доме, расположенном в районе вымышленной деревни Айфорд, Беркшир: диагностика гидравлического пресса, который используется, по словам Старка, для прессования сукновальной глины в кирпич. Старк предупредил о конфиденциальности дела, обещая гонорар в 50 гиней. Хадерли не мог отказаться от заказа, так как работы у него было немного, а предложенная сумма заставляла пренебречь опасениями.
Инженер прибывает на железнодорожную станцию Айфорд, где его встречает полковник Старк и они едут немалое расстояние в карете к дому, где должна проходить будущая работа Хадерли. Как позже становится известно, они проехали вперёд и назад, чтобы запутать гидравлика, а дом находился в той же деревне. Помня обещанную награду в 50 гиней, Хадерли игнорирует предложение женщины с немецким акцентом, которая просит его уйти. Инженер устанавливает причину плохой работы пресса. Затем он опрометчиво решает осмотреть пресс тщательнее, понимая, что он предназначен отнюдь не для прессования глины. Старк со своим напарником закрывают Хадерли в помещении с прессом, включая его. Молодого инженера спасает женщина-немка, но его преследует Старк и отрубает ему палец. Продолжая бегство, инженер теряет сознание от большой потери крови. Позднее становится известно, что его без сознания унесли подальше от дома женщина-немка и трусливый напарник Старка.
Холмс разоблачает  Старка и его сообщника — они фальшивомонетчики. В Айфорд Холмс, Ватсон и полицейские прибыли, когда дом уже горел в огне, а преступников там уже не было. Шерлок Холмс выясняет, что дом загорелся в то самое время, когда Хадерли бежал из помещения с прессом. Дело в том, что пресс раздавил керосиновую лампу Хадерли, которая и стала причиной пожара.
Этот случай является одним из немногих расследований Холмса, где преступники смогли скрыться от правосудия.

## Экранизации
В числе других рассказов («Его прощальный поклон», «Второе пятно» и «Чертежи Брюса-Партингтона») «Палец инженера» является сценарной основой для пятой, заключительной части серии телевизионных художественных фильмов по мотивам рассказов Артура Конан Дойля о Шерлоке Холмсе — «Приключения Шерлока Холмса и доктора Ватсона: Двадцатый век начинается» (1986, СССР). В фильме фальшивомонетчики были связаны с немецкой разведкой и преследовали целью не личное обогащение, а подрыв британской экономики.
По рассказу нарисован комикс Хигури Ю, известной мангакой, "Шерлок Холмс. Палец инженера".